# Facebook Platform
Facebook Platform omogućava razvoj fejsbuk aplikacija (engl. Facebook applications). One su mali programi ili komponente koje se lako integrišu na profil fejsbuk korisnika. Za samo nekoliko godina, fejsbuk aplikacije su dostigle ogroman nivo popularnosti zbog jednostavnosti njihovog kreiranja i visokog nivoa profita koji donose. Tako je moguće imati virtualne kućne ljubimce, slati virtuelna pića, darove, zagrljaje i čestitke, igrati video-igre u flašu, organizovati aukcije, rešavati psihološke testove i kvizove, dodavati omiljenu muziku, komunicirati putem privatnih poruka i još mnogo toga.
Neke aplikacije na Fejsbuku su kreirane od strane Fejsbuka, kao što su događaji i slike. Druge aplikacije su kreirane od spoljašnjih programera koji koriste Facebook Platform i poštuju principe i politike fejsbuka (engl. Developer Principles and Policies).

## Skladištenje podatka
Razvojni principi i politike (engl. Developer Principles and Policies) zahtevaju da aplikacije i sajtovi eksplicitno traže dozvolu za pristup informacijama. Kada se da dozvola, aplikacije mogu da skladište informacije koje primaju, ali im nije dozvoljeno da informacije prenose ili koriste za reklamne svrhe bez odobrenja korisnika.

## Pravila
Platforma aplikacije i programeri su obavezni da poštuju sledeća dokumenta:
1. Izjava o pravima i odgovornostima
2. Principe
3. Politike

Prilikom kreiranja fejsbuk aplikacija programeri se moraju pridržavati sledećih pravila:
1. Kreirati korisnu aplikaciju 
  1. napraviti socijalnu i prijatnu aplikaciju
  2. pružati korisnicima izbor i kontrolu
  3. pomoć korisnicima u deljenju izražajnih i relebantnih sadržaja
2. Kreirati pouzdanu aplikaciju
  1. poštovati privatnost
  2. ne treba dovoditi u zabludu ili iznenađivati korisnike
  3. ne spamovati – podsticati autentične komunikacije

Programeri moraju poštovati i pravne norme vezane za karakteristike i funkcionalnost aplikacija:
1. Ne sme se kršiti zakon ili pravo pojedinca i entiteta, i ne smete izlagati fejsbuk ili korisnike fejsbuka
2. Ne sme se uključiti funkcije koje zahtevaju ili prikupljaju korisnička imena ili šifre.
3. Ne sme se zaobići (ili tvrditi da zaobilazite) naša ciljna ograničenja na osnovne karakteristike Fejsbuka.
4. Ako se nudi uslugu za korisnika koja integriše korisničke podatke u fizičkom proizvodu (kao što je svaštara ili kalendar), mora se samo kreirati fizički proizvod za ličnu i nekomercijalnu upotrebu tog korisnika.
5. Sve e-mail poruke poslate korisnicima moraju da potiču iz istog domena.
6. Ako se prekorači, ili planira da se prekorači, bilo koji od sledećih ograničenja potrebno je kontaktirati Fejsbuk.
7. Korisnička stranica mora da ponudi eksplicitno "Log out" opciju koja odjavljuje korisnika sa Fejsbuka.

Fejsbuk može sprovesti akcije protiv korisnika ili bilo koje korisničke aplikacije ukoliko po sopstvenom sudu utvrdi da je došlo do kršenja politike platforme. Sprovođenje akcija može uključiti gašenje aplikacije, ograničavanje funkcionalnosti platforme, prekidanje sporazuma ili bilo koju drugu akciju koju po sopstvenom nahođenju smatra da je odgovarajuća.

## Naplaćivanje korišćenja fejsbuk aplikacije
Ukoliko se vrši naplatu korišćenja fejsbuk aplikacija, moraju se poštovati uslovi naplate.

## Spoljašnje veze
- 10 Najboljih Fejsbuk aplikacija (језик: енглески)
- Uslovi naplate (језик: енглески)
- Statiska fejsbuk aplikacija (језик: енглески)